# Akitsa
Akitsa – kanadyjska grupa blackmetalowa z Montrealu, w Kanadzie. Aktualnie jest to jednoosobowy projekt, lecz oryginalnie był duetem. Wydali krótkie demo Total Servitude w 1999, które było eksperymentem z blackmetalowymi dźwiękami. Następnie w roku 2002 nagrali pierwszy studyjny album Goétie, którego styl był określany jako raw black metal z wpływami RAC, czy nawet punk/Oi!. Po pewnym czasie perkusista Néant opuścił grupę, przez co O.T. był zmuszony do samodzielnego nagrywania partii każdego z instrumentów. Swój styl projekt utrzymał taki jak na pierwszych nagraniach, co sprawiło, że zdobył uznanie w kanadyjskim podziemiu. W tekstach zawarte są teksty nacjonalistyczne, na temat historii, natury czy też mizantropii.
Swoje pierwsze koncerty zagrają podczas trasy w roku 2008, noszącej nazwę Les Treize Nuits de la Peste.

## Dyskografia
- Totale Servitude (Demo, 1999)
- Aube de la Misanthropie (Split z Song of Melkor, 2001)
- Goétie (LP, 2001)
- Sang Nordique (LP, 2002)
- Akitsa / Satanic Warmaster (Split z Satanic Warmaster, 2004)
- Prophétie Hérétique (EP, 2004)
- Cold Wings of Noctisis (Split z Nocternity, 2004)
- Guerre / Polemos (Split z The Shadow Order, 2004)
- Soleil Noir (EP, 2004)
- Aube de la Misanthropie (Kompilacja, 2005)
- Contre-Courant (EP, 2005)
- Akitsa / Prurient (Split z Prurient, 2005)
- La Grande Infamie (LP, 2006)